# Exotica Terraristikbörse
Die Exotica war mit bis zu 6.000 Besuchern die größte Terraristikbörse in Österreich. Auf dieser Messe werden Reptilien, Amphibien und Wirbellose ausgestellt und zum Verkauf angeboten. Neben den Tieren können auch Pflanzen, Terrarien, Terraristikzubehör und Bücher erworben werden. Giftschlangen, Krokodile und andere Panzerechsen und Chamäleons dürfen aufgrund des geltenden Tierschutzgesetzes in Österreich auf diesen Börsen nicht angeboten werden.
Veranstalter der Börse, die an mehreren Orten durchgeführt wird, war bis 2007 Alexander Dobernig und ab 2008 die EXOTICA Veranstaltungen GmbH (GF: Dobernig Alexander).
Ab dem Jahr 2016 wird die Veranstaltung als EXOTICA Wirbellosenbörse weitergeführt (siehe Details unten).

## Geschichte
Die Exotica-Reptilienbörse öffnete im Frühling 1997 das erste Mal ihre Tore für Besucher. Dies war im Casino Baumgarten, Linzerstraße 297, 1140 Wien.
Bereits nach kurzer Zeit war dieses Veranstaltungslokal zu klein für die Anzahl der Besucher und Aussteller und der Veranstaltungsort wurde in das Haus der Begegnung Liesing verlegt.
Im Jahre 2002 wurde auch dieses Veranstaltungslokal zu klein, und da in Wien kein geeignetes Veranstaltungslokal gefunden werden konnte, wurde im Frühling 2002 die erste EXOTICA im VAZ St. Pölten veranstaltet.
St. Pölten ist damit der längst betriebene (2002 bis aktuell (2014)) und de facto Stammsitz der Veranstaltung.
Aufgrund des großen Erfolgs der Veranstaltung trat das Management der Arena Nova Wr. Neustadt 2003 an die Betreiber heran, ob die EXOTICA nicht als Teil der eben von der ARENA NOVA neugegründeten Heimtiermesse HAUSTIER AKTUELL abgehalten werden könne. Seit diesem Zeitpunkt findet alljährlich mit einer Ausnahme im Jahr 201X die EXOTICA im Rahmen der Haustier Aktuell statt.
Aufgrund großer Nachfrage wurde auch ein Veranstaltungsort in Oberösterreich gesucht und mit Ried im Innkreis gefunden.
Nach mehreren Jahren in Ried wurde 2013 die EXOTICA um die Ausstellungsbereiche Aquaristik, Hund, Katze erweitert und auf die Messe Wels übersiedelt, wo sie einen Bestandteil der Haustiermesse Wels (desselben Veranstalters) darstellt.
Von 2007 bis 2010 wurde die EXOTICA auch bei der Haustiermesse Wien durchgeführt. Nach politischen Problemen war dies ab 2011 nicht mehr möglich. Es musste dann die Reptilienbörse aus der Haustiermesse ausgegliedert an einem separaten Standort durchgeführt werden. Als neuer Standort wurde die MGC Halle, Modecenterstraße 22, 1030 Wien gefunden.
Ab dem Jahr 2008 ist die EXOTICA Veranstaltungen GmbH (GF: Dobernig Alexander) die Veranstalterin der Messe.
Im April Jahr 2016 wurde der Verkauf von Reptilien und Amphibien in Österreich verboten. 
Die Veranstaltung wurde deswegen grundlegend umstrukturiert und ab diesem Zeitpunkt werden nur mehr wirbellose Tiere wie Spinnen, Insekten Schnecken und wenige Fische sowie Zubehör und exotische Pflanzen im Rahmen der Veranstaltung, die auf "EXOTICA Wirbellosenbörse" umbenannt wurde, angeboten. 
Da die Anzahl der Aussteller für eine sinnvolle Solo-Abhaltung nicht mehr ausreichte, findet die EXOTICA Wirbellosenbörse nur mehr im Rahmen anderer Veranstaltungen der EXOTICA Veranstaltungen GmbH statt. Diese sind konkret die Haustiermesse Wien im Frühling in der Marx Halle und die Haustier Aktuell in der Arena Nova Wiener Neustadt im Herbst. 

## Ausstellungsorte
- St. Pölten ab 2002 bis 2016
- Wien  1997  bis heute
- Wiener Neustadt  ab 2003 bis heute
- Wels ab 2013 bis 2015
- Ried im Innkreis nur bis 2011